# Dinastia Jìn

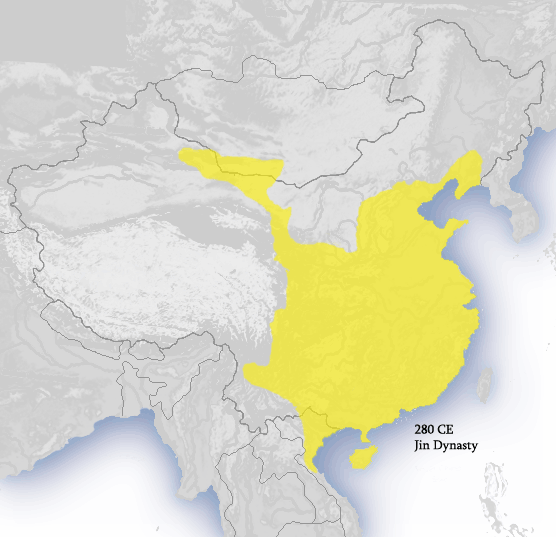
I territori della dinastia Jin nel 265

La dinastia Jìn (晋朝S, cháoP) (265–420), una delle Sei Dinastie; seguì il periodo dei Tre Regni e, in Cina, precedette le dinastie del Nord e del Sud. La dinastia fu fondata dalla famiglia Sima (司馬S, SīmǎP). Nel suo periodo di maggiore espansione, la Cina della dinastia Jìn raggiunse una popolazione di circa 20 milioni di persone.

## Storia

### Dinastia Jìn occidentale
La dinastia Jìn occidentale  西晉S, Xī JìnP, caratterizzante il primo periodo, (265–316), fu fondata dall'imperatore Wu, noto anche come Sima Yan. La dinastia Jìn, pur preservando per un breve periodo l'unità dell'impero, nel 280, dopo la conquista del regno di Wu, non fu in grado di contenere le invasioni e le rivolte delle popolazioni nomadi dopo la devastante Guerra degli otto principi  八王之亂S, bā wáng zhī luànP (291-306).
Verso il sud della Cina, scoppiarono ribellioni, ispirate dal nazionalismo Wu, ma furono facilmente represse dalle grandi famiglie locali: gli Zhou (周) a Yixing e gli Shen (沈) a Wuxing. A nord, inoltre, l'impero dei Jin dovette confrontarsi con le incursioni delle popolazioni "barbare", che finirono per allontanare gli Jin dalla parte settentrionale dell'impero, dando inizio ad un periodo di instabilità detto disordini dei cinque Hu  五胡亂華S, wǔhú luànhuáP, con riferimento ai cinque popoli nomadi delle frontiere, hu: Xiongnu, Xianbei, Di, Jie/Sogdian, e Qiang.
Fino al 311, capitale della dinastia Jin occidentale fu Luoyang, quando l'imperatore Huai fu catturato dalle forze dello stato di Han Zhao. Il regno del successivo imperatore Min si spostò a Chang'an e durò fino al 316, alla conquista della città da parte dell'esercito di Han Zhao.

#### Imperatori della dinastia Jìn occidentale
| Nome postumo                                    | Nome di famiglia e nome personale | Durata del regno | Denominazione e date del periodo |
| ----------------------------------------------- | --------------------------------- | ---------------- | --- |
| Convenzione cinese: "Jìn" + nome postumo + "di" |                                   |                  | |
| Wu Di                                           | Sima Yan                          | 265–290          | - Taishi 265–274 - Xianning 275–280 - Taikang 280–289 - Taixi 28 gennaio, 290 – 17 maggio, 290 |
| Hui Di                                          | Sima Zhong                        | 290–307          | - Yongxi 17 maggio 290 – 15 febbraio 291 - Yongping 16 febbraio – 23 aprile 291 - Yuankang 24 aprile 291 – 6 febbraio 300 - Yongkang 7 febbraio 300 – 3 febbraio 301 - Yongning 1º giugno 301 – 4 gennaio 303 - Taian 5 gennaio 303 – 21 febbraio 304 - Yongan 22 febbraio – 15 agosto 304; 25 dicembre 304 – 3 febbraio 305 - Jianwu 16 agosto – 24 dicembre 304 - Yongxing 4 febbraio 305 – 12 luglio 306 - Guangxi 13 luglio 306 – 19 febbraio 307 |
| nessuno                                         | Sima Lun                          | 301              | - Jianshi 3 febbraio – 1º giugno 301 |
| Huai Di                                         | Sima Chi                          | 307 – 311        | - Yongjia 307 – 313 |
| Min Di                                          | Sima Ye                           | 313–316          | - Jianxing 313–317 |

### Dinastia Jin orientale
Resti della corte Jìn si trasferirono a nord e a sud, ristabilendo la corte a Jiankang, a sud-est di Luoyang e di Chang'an presso l'odierna Nanchino, sotto il Principe di Longya. Le importanti famiglie locali degli Zhu, Gan, Lu, Gu e Zhou, sostennero la proclamazione del Principe di Langye come imperatore Yuan della dinastia Jìn orientale  東晉S, Dōng JìnP (317–420), quando la notizia della caduta di Chang'an raggiunse il sud.
Nel corso dei suoi 104 anni di durata, numerosi problemi di gestione del potere e crisi militari tormentarono la corte della dinastia Jìn orientale. La dinastia sopravvisse alle ribellioni di Wang Dun e Su Jun. Evitò il colpo di stato di Huan Ven, dato che morì nel 373, prima di portarlo a termine. La battaglia del fiume Fei nel 383 si risolse in un'incredibile vittoria per la dinastia Jìn. Nel 403 Huan Xuan usurpò il potere e cambiò il nome della dinastia in Chou. Huan Xuan fu rovesciato, e il trono tornò all'imperatore An, debole e ritardato. L'imperatore An fu ucciso nel 419 per conto dell'imperatore Li Yu, al quale successe poi il fratello Gong. Nel 420 l'imperatore Gong abdicò in favore di Liu Yu, che divenne l'imperatore Wu fondatore della dinastia Liu Song.

#### Imperatori della dinastia Jìn orientale
| Nome postumo                                    | Nome di famiglia e nome personale | Durata del regno | Denominazione e date del periodo                       |
| ----------------------------------------------- | --------------------------------- | ---------------- | ------------------------------------------------------ |
| Convenzione cinese: "Jìn" + nome postumo + "di" |                                   |                  |                                                        |
| Yuan Di                                         | Sima Rui                          | 317–323          | - Jianwu 317–318 - Taixing 318–322 - Yongchang 322–323 |
| Ming Di                                         | Sima Shao                         | 323–325          | - Taining 323–326                                      |
| Cheng Di                                        | Sima Yan                          | 325–342          | - Xianhe 326–335 - Xiankang 335–342                    |
| Kang Di                                         | Sima Yue                          | 342–344          | - Jianyuan 343–344                                     |
| Mu Di                                           | Sima Dan                          | 344–361          | - Yonghe 345–357 - Shengping 357–361                   |
| Ai Di                                           | Sima Pi                           | 361–365          | - Longhe 362–363 - Xingning 363–365                    |
| Fei Di                                          | Sima Yi                           | 365–372          | - Taihe 365–372                                        |
| Jianwen Di                                      | Sima Yu                           | 372              | - Xianan 372–373                                       |
| Xiaowu Di                                       | Sima Yao                          | 372–396          | - Ningkang 373–375 - Taiyuan 376–396                   |
| An Di                                           | Sima Dezong                       | 396–419          | - Longan 397–402 - Yuanxing 402–405 - Yixi 405–419     |
| Gong Di                                         | Sima Dewen                        | 419–420          | - Yuanxi 419–420                                       |

## Cultura
Sotto la dinastia Jin il fenomeno culturale tipico fu il qingtan (清談), la "pura conversazione" praticata da intellettuali aristocratici ed ispirata dal Xuanxue (玄學), o Neotaoismo, una corrente filosofica emersa verso la metà del III secolo, dopo la caduta dell'impero Han, che seguì le sorti della dinastia Jin fino al IV secolo. Alla "pura conversazione" era associato uno stile di vita individualista, edonista ed anticonformista, che ebbe i suoi più celebri rappresentanti nei sette saggi del boschetto di bambù. Questa corrente ebbe una notevole influenza sull'arte sulla letteratura dell'epoca, e i sette saggi divennero nell'arte, un tema popolare.
Sotto la dinastia Jin continuò la diffusione del buddhismo; alcuni monaci parteciparono al qingtan grazie alla quale il buddismo fu in grado di influenzare la letteratura. Sotto i Jin orientali, il monaco di origine settentrionale Huìyuan (慧遠) (334—416), si stabilì sul monte Lushan nella Cina meridionale raccogliendo molti discepoli. Nel nord occupato dai Sedici Regni furono realizzati importanti lavori di traduzione dei testi buddhisti. Il monaco Fǎxiǎn, partito dal regno dei Qin posteriori, compì un lungo viaggio (399-414) alle sorgenti del buddhismo, riportandone alcuni testi e dandone conto nel Foguoji (佛國記) (Relazione sui paesi del buddhismo).
Anche il taoismo proseguì nel suo sviluppo. Il fiorente movimento dei Maestri Celesti si diffuse a sud al seguito dell'aristocrazia. Nel 399 Sun En (孫恩) e Lu Zhi (盧循), diedero vita, alla fine della dinastia Jin orientale, ad un tentativo di ribellione che provocò una repressione del movimento. Nel frattempo, nacquero le varie correnti che si svilupparono in seguito sotto le dinastie del Nord e del Sud. Nelle arti, emersero alcune personalità tra cui il calligrafo Wang Xizhi (王羲之) e suo figlio Wang Xianzhi (王獻之) e il pittore Gu Kaizhi (顧愷之). La poesia si mantenne nella tradizione della dinastia Han, senza grande originalità. Fra gli stili e le tematiche diverse, si distinse l'autore di ispirazione taoista Tao Yuanming (陶淵明) (365 o 372 - 427).